# KHAD
KHAD ou KhAD, sigla de Khadamat-e Etela'at-e Dawlati (em persa: خدمات اطلاعات دولتی, "Agência de Informação do Estado") é a principal agência de inteligência e de segurança do Afeganistão, que também serviu como polícia secreta durante a ocupação soviética. Sucessora da AGSA e da KAM, a KHAD fazia parte nominal do Estado afegão, porém esteve firmemente sob o controle do KGB soviético até 1989. Em janeiro de 1986 foi oficialmente promovida, e passou a ser conhecida oficialmente como "Ministério de Segurança do Estado" (Wizarat-i Amaniyyat-i Dawlati), ou WAD.
Depois da invasão soviética de 1979, o KAM foi renomeado e passou para o controle do KGB. A agência havia sido criada especificamente para suprimir os oponentes internos da "República Democrática". No entanto, o KHAD continuou a operar depois da queda do governo apoiado pelos soviéticos, em 1992, e agiu como braço de inteligência da Frente Unida (também conhecida como "Aliança do Norte") durante a guerra civil de 1996 a 2001.